# Goldington
Goldington – dzielnica miasta Bedford, w Anglii, w Bedfordshire, w dystrykcie (unitary authority) Bedford. W 2011 roku dzielnica liczyła 8662 mieszkańców. Goldington zostało wspomniane w Domesday Book (1086) jako Goldentone.